# Carl Gustav (arme)
Pour les articles homonymes, voir Carl Gustav et M2.

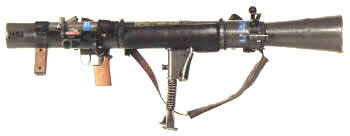
Le canon sans recul Carl Gustav M2.

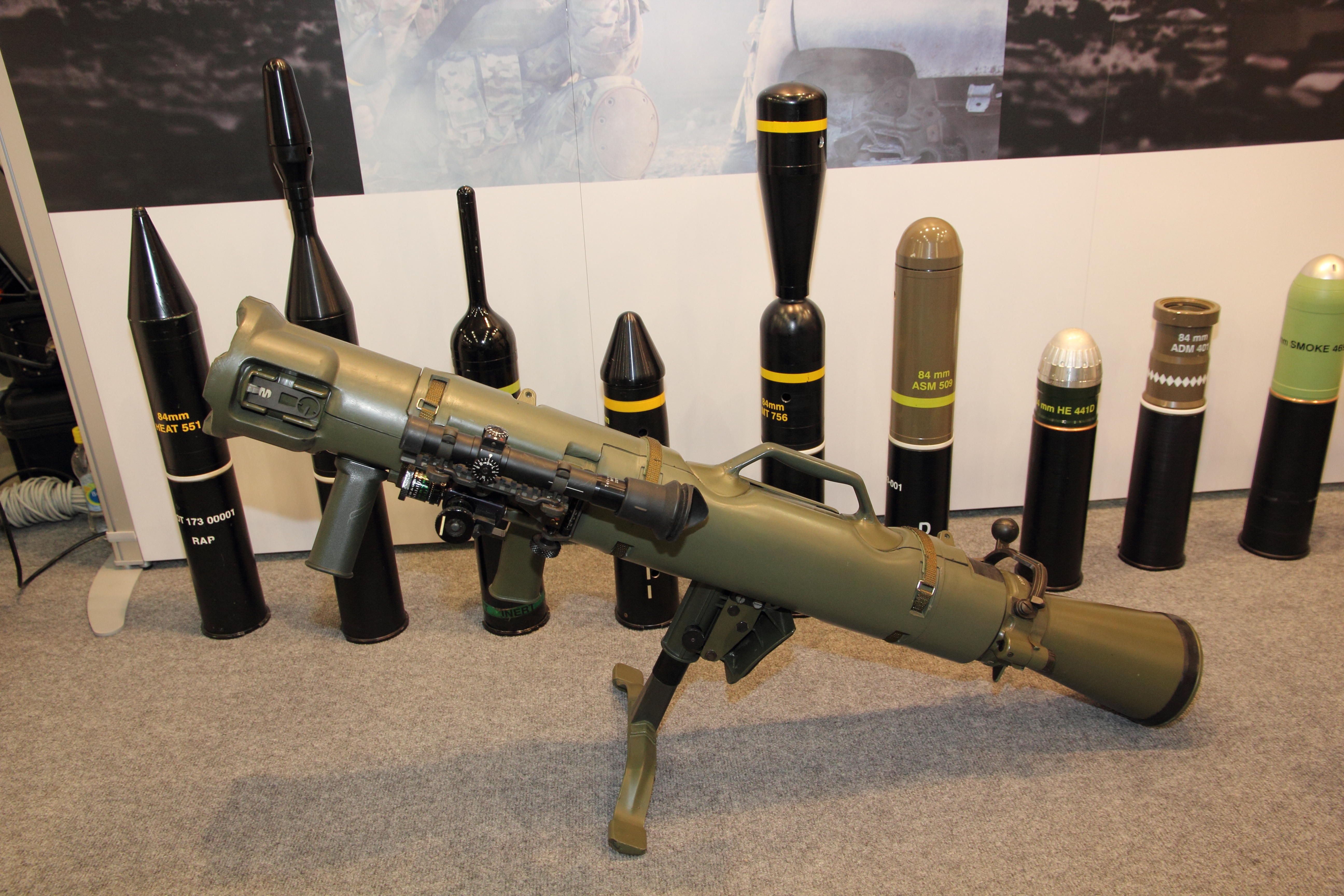
Un Carl Gustav M3 avec sa gamme de munitions en 2015.

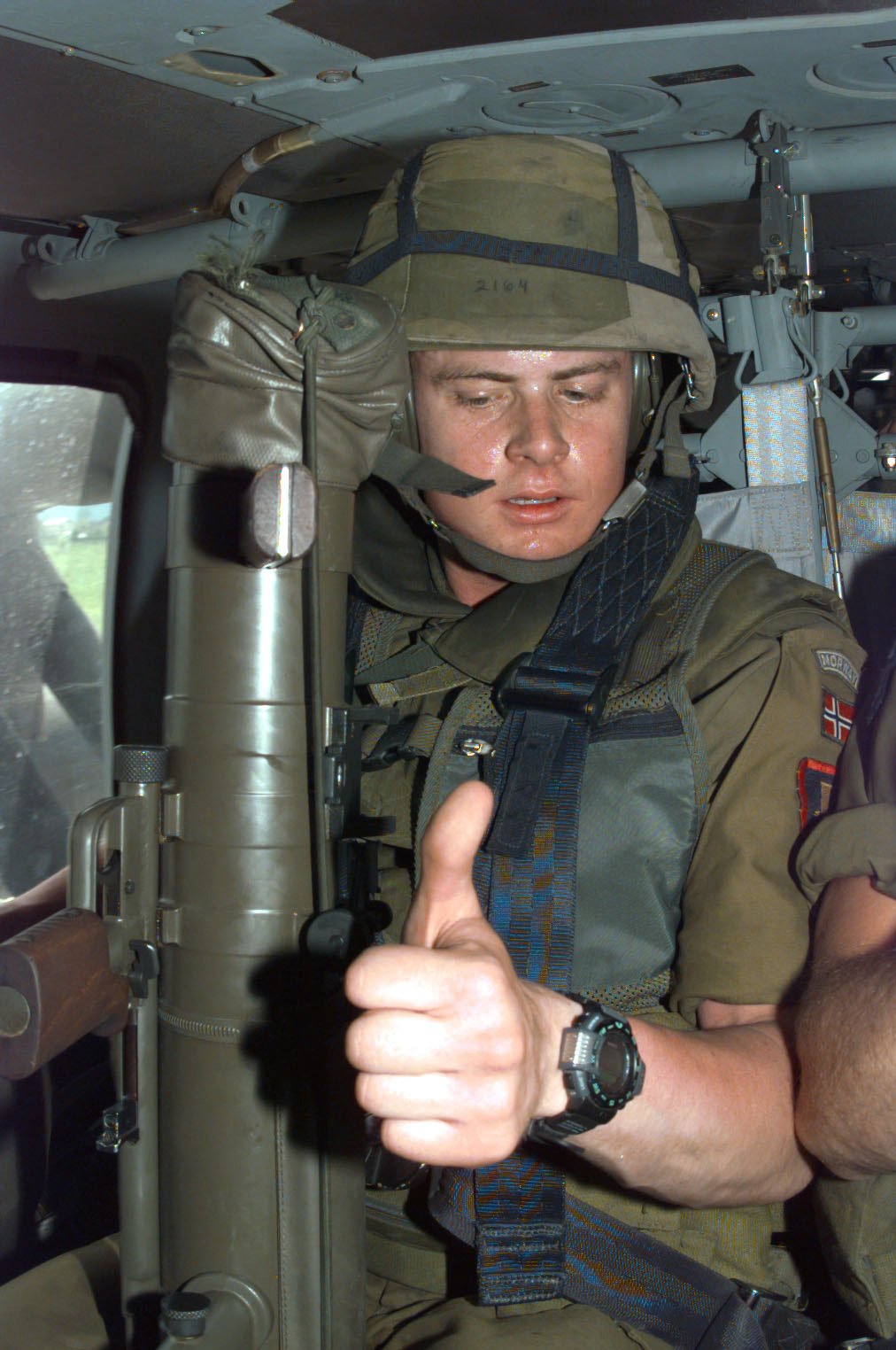
Un Carl Gustav M3 antichar utilisé par l'Armée norvégienne en 1993.

Le Carl Gustav est le nom commun du canon sans recul antichar portatif de 84 mm créé par Bofors Anti Armour AB en Suède. Le Carl Gustav a été créé la première fois en 1946 (M1) puis modernisé en 1964 (M2), en 1991 (M3) et en 2014 (M4). Malgré le fait que des armes similaires de même génération ont généralement disparu, le Carl Gustav reste encore couramment utilisé de nos jours et ses utilisations se sont diversifiées. 
Il est actuellement produit par Saab Bofors Dynamics (en).
Les troupes britanniques le surnomment le Charlie G. Les troupes canadiennes l'appellent le AABCMP (arme anti-blindé de courte ou moyenne portée), le 84, le Carlo ou le  Carl G. L'appellation américaine est le RAAWS ou le Ranger Anti-Armor Weapon System, Le Gustav ou simplement the goose. En Australie, il est irrespectueusement connu comme Charlie Gutsache (guts ache, argot pour douleur à l'estomac). Dans son pays d'origine, il est officiellement appelé Grg m/48 (Granatgevär, signifiant fusil à grenade, modèle 48) et quelquefois surnommé Stuprör (signifiant tuyau de drainage) parce que l'arme ressemble à un long tube. 
En 2014, il coûte environ 20 000 $, les munitions entre 500 et 3 000 $.

## Spécifications
- Calibre: 84 mm
- Tube: rayé : (24 rayures)[2].
- Équipe de pièce: 1 minimum, 2 optimal.
- Masse: 14,2 kg (M2) ; 8,5 kg (M3); 0.8 kg (support)
- Longueur: 1,065 m.
- Vitesse de tir: 6 coups par minute.
- Portée efficace moyenne (selon la munition): 700 m
- Équipement de vision: Télescope optique 3x; calculateur de distance au laser; système d'intensification de l'image, mire sèche.

## Pays utilisateurs
Le Carl Gustav a été largement vendu aux armées des pays suivants :
- Australie
- Autriche
- Belize
- Botswana
- Brésil
- Cambodge
- Canada
- Chili
- Estonie
- États-Unis : remplace le M67 recoilless rifle, testé dans ce pays à partir de 1993.
- Inde : le 27 septembre 2022, Saab annonce la création d'une usine devant ouvrir en 2024 pour couvrir les besoins indiens[4]
- Indonésie
- Irlande
- Israël
- Japon
- Liban
- Malaisie
- Norvège
- Nouvelle-Zélande
- Pologne
- Portugal
- République tchèque
- Royaume-Uni
- Suède
- Syrie
- Ukraine
- Thaïlande
- Tunisie
- Zambie

## Culture populaire
- Le Carl Gustav est un des lance-roquettes présent dans le jeu vidéo Battlefield: Bad Company 2.
- Le Carl Gustav apparaît dans le jeu vidéo Far Cry 2.
- Le Carl Gustav est une des armes utilisables dans le jeu mobile Dan the Man.
- Le Carl Gustav apparaît dans de nombreux opus de la serie de jeux Metal Gear, notamment dans Peace Walker.
- Le Carl Gustav est un des lance-roquettes présents dans le jeu vidéo Squad
- Le fusil sans recul GR-8 de Helldivers 2 est librement inspiré du Carl Gustav.